# Caitlin McGee
Caitlin Cole McGee (Nueva York, 9 de enero de 1988) es una actriz estadounidense, reconocida principalmente por su papel como Sydney Strait en el seriado Bluff City Law. También hizo parte del reparto regular de la serie de comedia de ABC Home Economics.

## Carrera
McGee ha realizado papeles pequeños en las series Blue Bloods, Chicago Med, Grey's Anatomy y The Marvelous Mrs. Maisel. Apareció en la serie de televisión de la NBC Bluff City Law en 2019 como Sydney Strait, uno de los roles recurrentes.
En octubre de 2019 interpretó a Emma en la serie de Amazon Prime Modern Love, en el episodio «When Cupid is a Prying Journalist».
En julio de 2020, McGee fue escogida para interpretar el papel principal de Sarah en la serie Home Economics. En 2023 interpretó uno de los papeles principales en la película Mr. Monk's Last Case: A Monk Movie.

## Vida personal
McGee creció en Newton, Massachusetts, donde ingresó en la Newton North High School, graduándose en 2006. Empezó a salir con el actor Patrick Woodall en 2014; la pareja se casó en 2021. Su primera hija nació en septiembre de 2022.

## Filmografía

### Cine
| Año  | Título                             | Papel              | Notas |
| ---- | ---------------------------------- | ------------------ | ----- |
| 2013 | Me, Cake, and Toaster Oven         | Jen                | Corto |
| 2014 | Winter Slides                      | Jonathan's Wife    | Corto |
| 2014 | Motion Picture Martyr              | Jessica Sanders    |       |
| 2014 | Broken Breath                      | Christina          | Corto |
| 2019 | Standing Up, Falling Down          | Taylor             |       |
| 2019 | Plus One                           | Jackie             |       |
| 2019 | Modern Love                        | Emma               |       |
| 2020 | Cosmic Fling                       | Beatrice           | Corto |
| 2020 | Egg                                | Julia (Egg's Wife) | Corto |
| 2023 | Mr. Monk's Last Case: A Monk Movie | Molly Evans        |       |

### Televisión
| Año       | Título                                                     | Papel          | Notas           |
| --------- | ---------------------------------------------------------- | -------------- | --------------- |
| 2014      | Unforgettable                                              | Louisa         | 1 episodio      |
| 2015      | Blue Bloods                                                | Melissa Rella  | 1 episodio      |
| 2015      | Sex & Drugs & Rock & Roll                                  | Katie          | 1 episodio      |
| 2016      | Shades of Blue                                             | Andrea         | 2 episodios     |
| 2016      | Halt and Catch Fire                                        | Kimberly Gould | 1 episodio      |
| 2016      | Crunch Time                                                | Hailey Gale    | Telefilme       |
| 2017      | The Great Indoors                                          | Kaylie         | 1 episodio      |
| 2017      | An American Girl Story – Ivy & Julie 1976: A Happy Balance | Coach Gloria   | Telefilme       |
| 2017      | The Marvelous Mrs. Maisel                                  | Vonnie         | 2 episodios     |
| 2017      | Libby and Malcolm                                          | Zev Adler      | Telefilme       |
| 2018      | Chicago Med                                                | Hannah         | 1 episodio      |
| 2018      | Grey's Anatomy                                             | Liz Brosniak   | 2 episodios     |
| 2018      | I'm Dying Up Here                                          | Pam            | 1 episodio      |
| 2018      | History of Them                                            | Skylar         | Telefilme       |
| 2019      | You're the Worst                                           | Gemma          | 1 episodio      |
| 2019      | Modern Love                                                | Emma           | 2 episodios     |
| 2019      | Bluff City Law                                             | Sydney Strait  | 10 episodios    |
| 2020–2021 | Mythic Quest                                               | Sue            | 8 episodios     |
| 2021–2023 | Home Economics                                             | Sarah          | Papel principal |